# Beat Arnold

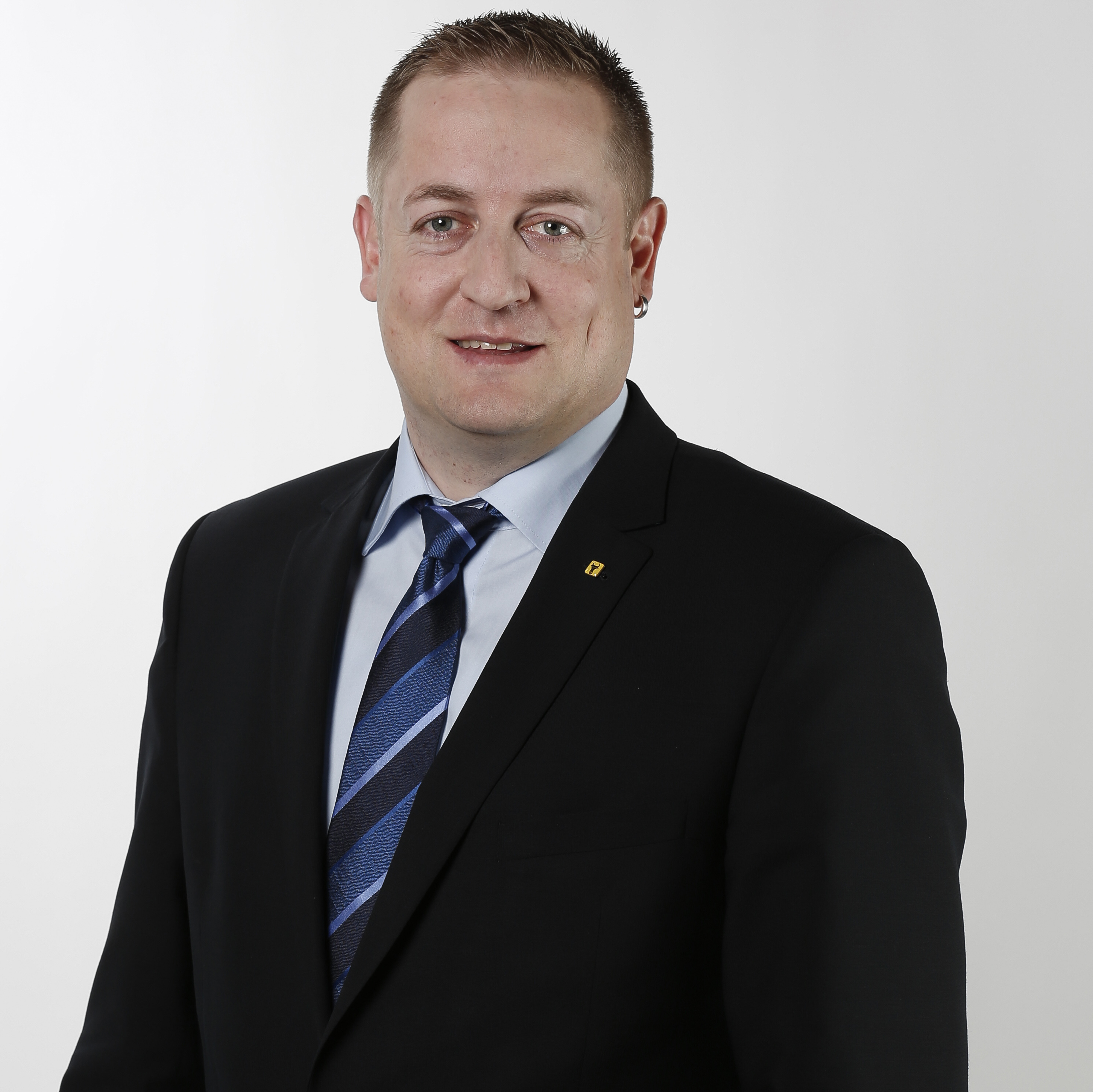
Beat Arnold (2015)

Beat Arnold (* 24. April 1978 in Altdorf, heimatberechtigt in Unterschächen; † 10. Oktober 2021 in Luzern) war ein Schweizer Politiker (SVP). Er war von 2010 bis 2016 Regierungsrat des Kantons Uri und von 2015 bis 2019 Nationalrat.

## Leben
Beat Arnold stammt aus Schattdorf, von Beruf diplomierter Bauingenieur und Wirtschaftsingenieur und arbeitete vor seiner Wahl in den Regierungsrat als Projektleiter bei den SBB. Er war von 2006 bis 2010 Mitglied des Urner Landrats, von 2008 bis 2010 als Chef der SVP-Fraktion. Im April 2010 wurde er erstes SVP-Mitglied in die Urner Kantonsregierung gewählt. Er übernahm die Sicherheitsdirektion. Bei den Wahlen 2015 wurde er in den Nationalrat gewählt, ebenfalls als erster Urner SVP-Politiker. Er setzte sich mit über 44 % der Stimmen überraschend deutlich gegen zwei Konkurrentinnen von CVP und Grünen durch. Die FDP, die seit 1919 den einzigen Urner Nationalrat stellte, war zu dieser Wahl nicht angetreten, da sie mit Josef Dittli für den Ständerat kandidierte. Infolge seiner Wahl in den Nationalrat verzichtete Arnold bei den Regierungsratswahlen 2016 auf eine erneute Kandidatur. Die SVP verlor darauf ihren einzigen Regierungssitz wieder. 2018 erkrankte er an einem Hirntumor, 2019 gab er bekannt, dass er bei den Nationalratswahlen 2019 aus gesundheitlichen Gründen nicht mehr antreten werde. Auch dieser Sitz ging für die Urner SVP daraufhin verloren, nämlich an den CVP-Politiker Simon Stadler.
Arnold starb im Oktober 2021 im Alter von 43 Jahren an den Folgen seines Krebsleidens. Zuletzt arbeitete er als Mentalcoach in Schattdorf. Er hinterlässt seine Familie mit drei Kindern.